# Gimli Glider
Gimli Glider (engelsk, Gimli-svæveflyet) er øgenavnet for et Air Canada-fly, der var involveret i en berømt luftfartshændelse. Den 23. juli 1983 løb Boeing 767-200-flyet, Air Canada Flight 143, helt tør for brændstof i 12.000 meters højde (41.000 fod), ca. halvvejs mellem Montréal og Edmonton. Besætningen var i stand til at lade flyet svæveflyve til en sikker nødlanding på Gimli Industrial Park Airport, en tidligere flyvestation ved Gimli, Manitoba. 
Den efterfølgende undersøgelse afslørede firmafejl og en kæde af mindre menneskelige fejl, der kombineret førte til, at de indbyggede sikkerhedsmekanismer blev slået fra. Luftkaptajn Robert Pearson blev derfor forledt til at tro, at der intet var galt med flyet, selvom det aldrig skulle have været i luften. Derudover var brændstofpåfyldningen fejlberegnet, da de, der skulle tanke, havde misforstået SI-systemet, som selskabet netop var gået over til.
Brændstof udvider sig i varme, så brændværdien af en liter flybrændstof er afhængig af opbevaringstemperaturen. Derfor beregner piloter altid, hvor mange kg de skal bruge. Tankbiler pumper brændstof over i flyene og måler det i liter. Under tankningen måler tankfolkene massefylden af brændstoffet i tankbilen og omregner masse til volumen. I Nordamerika bruger man pounds (0,454 kg) og US gallons (3,79 liter). I Montréal havde tankfolkene dog tabeller til at omregne fra pounds (lb) til liter, men ikke fra kilogram. 
Piloterne beregnede, at flyveturen ville kræve 22.300 kg brændstof. Der var i forvejen 7.682 liter i flyets tanke, så ved at måle brændstoffets massefylde (0,803 kg/liter) kunne det beregnes, hvor meget brændstof der skulle suppleres med. Massefylden blev korrekt angivet til 1,77 lb/liter, men de ombordværende 7.682 liter blev fejlagtigt omregnet til 13.597 kg (13.597 lb er det korrekte). Da 13.597 lb kun er 6.167 kg, kom der til at mangle 7.430 kg i tankene (en tredjedel). Ifølge de fejlagtige beregninger skulle der påfyldes 8.703 kg, men da 1,77 lb/liter blev brugt til at omregne til volumen blev kg til lb igen, og der blev kun påfyldt 4.917 liter (3.948 kg). Ved starten havde flyet i alt 10.115 kg (22.300 lb) eller 45 procent af det beregnede. 